# Arta Bajrami

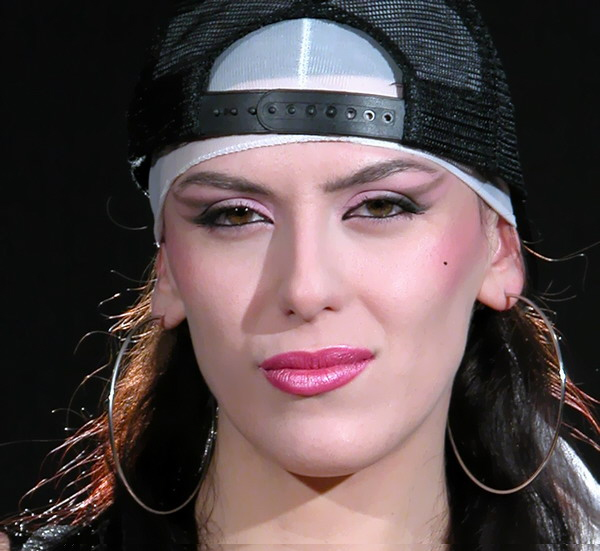
Arta Bajrami (2003)

Arta Bajrami (* 9. Januar 1980 in Priština, SFR Jugoslawien, heute Kosovo) ist eine kosovarische Popmusikerin.
Sie wuchs in einer Familie von Berufsmusikern auf, ihr jüngerer Bruder Artan leitet die Produktionsfirma Arbasound. Als eine der ersten Sängerinnen auf dem Balkan verband sie den Contemporary R&B mit Elementen des Hip-Hop. Ihre Texte thematisieren unter anderem die Rolle der Frau in der albanisch-kosovarischen Gesellschaft. Seit 2009 ist sie verheiratet.

## Diskographie

### Alben
- 2001: Krejt diçka tjetër
- 2005: Femër shqiptare
- 2007: Çokollada
- 2009: DeLuxe
- 2011: Exotic
- 2014: Llake Llake
- 2015: Victory

### Singles
- 2000: Shtrati
- 2001: Funky (feat. Gentz)
- 2001: Mos shko, mos ik
- 2001: Ishte gabim
- 2002: Mos rrej
- 2002: Vera (Fiesta) (feat. Etno Engjuit)
- 2003: Të gjithë sëbashku
- 2004: Lajm i mirë, lajm i keq
- 2005: 100 gradë celsius
- 2005: Femër shqiptare
- 2005: Ndoshta dhe të dua (feat. Lyrical Son)
- 2005: Magnet për ty
- 2006: Një ket sen
- 2006: Jo ti zemra jem
- 2007: Më vjen keq
- 2007: Hajde syn
- 2007: Deri nesër
- 2007: Asnjë milimetër (feat. Loco)
- 2007: Mundem vet
- 2008: I njëjti kam mbet
- 2008: Jamaican Lady (feat. Loco)
- 2008: Falet kjo zemër
- 2009: Mos ta nin
- 2009: E para
- 2009: Falje nuk ka
- 2009: Pa interes
- 2010: Në diasporë
- 2011: S'u pendova
- 2011: S'dua tjetër
- 2011: Nëse ty
- 2011: E pa fat
- 2012: Më special
- 2013: Bombshell (feat. MC Kresha & Don Arbas)
- 2014: Diamant
- 2014: Nuk prish punë
- 2014: Femër tipike
- 2014: Llake llake
- 2015: Provo B**ch (feat. Don Arbas)
- 2015: Më fal oj nanë
- 2015: Kno me mu (feat. Duli & Sofia)
- 2015: Tamam
- 2015: Thuaj jo
- 2015: Shqipëria, oj nëna ime (feat. Gold AG & Don Arbas)